# Opat komendatoryjny
Opat komendatoryjny (komendatariusz) – opat, który jako zwierzchnik klasztoru został wyznaczony przez władcę świeckiego. Zazwyczaj była to forma nadania dochodowego beneficjum kościelnego dla osób zasłużonych wobec dworu, a sam opat mógł nigdy nie widzieć swojego klasztoru. Jednocześnie w ramach konwentu istniał tzw. opat klasztorny i to on faktycznie zarządzał życiem opactwa.